# Pogradec
Pogradec er en by i det sydøstlige Albanien, med et indbyggertal på 20.848(2011)
Byen var tidligere er hovedstad i et distrikt af samme navn. Pogradec ligger ved bredden af Ohridsøen, tæt ved grænsen til nabolandet Makedonien.
 Der er for få eller ingen kildehenvisninger i denne artikel, hvilket er et problem. Du kan hjælpe ved at angive troværdige kilder til de påstande, som fremføres i artiklen.

1. 1 2  Albania: Prefectures and Major Cities - Population Statistics, Maps, Charts, Weather and Web Information, Citypopulation.de, hentet 20. juli 2024 (fra Wikidata).